# Revormstörel
Revormstörel (Euphorbia helioscopia) är en ettårig ört inom törelsläktet och familjen törelväxter. Revormstörelns blomsamling har gula svepeblad som har en fint tandad kant och dess nektarier är ovala, utan hornlika utskott. Växten blir ungefär 40 centimeter hög och blommar från april till juli. Den är mycket giftig.

## Utbredning
Revormstörel kommer ursprungligen från Europa och är vanlig i Norden. Den återfinns vanligtvis på näringsrik kulturmark, som åkrar, trädgårdsland och ruderatmark. Dess förekomst i Sverige sträcker sig huvudsakligen till Syd- och Mellansverige.

## Etymologi
Revorm är en hudåkomma som denna växt sades kunna bota. Växtnamnet Euphorbia betyder äkta näring men är av oklart ursprung, medan helioscopa betyder solskådande.